# زینب توکوش
زینب توکوش (انگلیسی: Zeynep Tokuş؛ زادهٔ ۱۹۷۷ (۴۷–۴۸ سال)) بازیگر اهل ترکیه است. وی از سال ۱۹۹۸ میلادی تاکنون مشغول فعالیت بوده‌است.
از فیلم‌ها یا برنامه‌های تلویزیونی که وی در آن نقش داشته‌است می‌توان به ویزیون تله، فرشته سپید، و سرنوشت اشاره کرد.